# Listia variopapillata
Listia variopapillata is een rondwormensoort uit de familie van de Leptolaimidae.